# Heping Xiang (socken i Kina, lat 25,21, long 102,19)
Heping Xiang (kinesiska: 和平, 和平乡) är en socken i Kina. Den ligger i provinsen Yunnan, i den sydvästra delen av landet, omkring 52 kilometer väster om provinshuvudstaden Kunming.
Genomsnittlig årsnederbörd är 881 millimeter. Den regnigaste månaden är juli, med i genomsnitt 186 mm nederbörd, och den torraste är februari, med 8 mm nederbörd.